# Метод Пешкова
Метод Пешкова применяется для окраски эндоспор бактерий.

## Техника окрашивания
Высушенный препарат из культуры грамположительных бактерий фиксируют в жидкости Карнуа в течение 15 минут, затем промывают водой, наливают метиленовый синий по Леффлеру и нагревают до появления паров, кипятят строго не более 15—20 секунд, после охлаждения препарата промывают и докрашивают 0,5 % водным раствором нейтрального красного или фуксина по Пфейферу 30—60 секунд. Высушивают с помощью фильтровальной бумаги и микроскопируют с иммерсионной системой.

## Результат окрашивания
В результате зрелые эндоспоры окрашиваются в голубой цвет, молодые — в тёмно-синий, цитоплазма красная, зёрна хроматина окрашиваются в фиолетовый цвет.